# Jaskra (województwo podlaskie)
Jaskra – wieś w Polsce położona w województwie podlaskim, w powiecie monieckim, w gminie Knyszyn.
Wieś królewska (sioło), należąca do wójtostwa chrabołowskiego starostwa knyszyńskiego w 1602 roku, położona była w 1795 roku w ziemi bielskiej województwa podlaskiego. W latach 1975–1998 miejscowość administracyjnie należała do województwa białostockiego.
Przez wieś przepływa strumień o nazwie Jaskranka. Przez Jaskrę (kolonie) przechodzi rowerowy szlak turystyczny.